# FSFAB Cadre-35/2-Weltmeisterschaft 1904

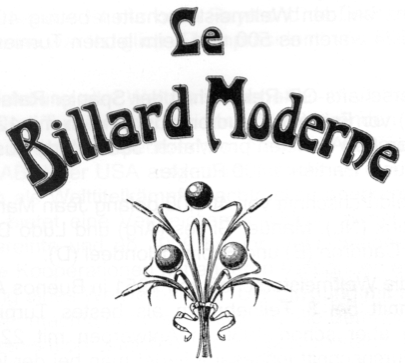
Emblem der FSFAB

Veranstaltungsort: Paris

Die FSFAB Weltmeisterschaften im Cadre 35/2 und 45/2 1904 war die 1. FSFAB Weltmeisterschaft der Amateure im Cadre. Das Turnier fand vom 14. bis zum 18. April 1904 in Paris, Frankreich, statt. Parallel zu denen der FSFAB wurden auch Weltmeisterschaften der Fédération Française de Billard (FFB) ausgetragen.

## Geschichte
Das Turnier wurde damals auf dem Turnierbillard mit 35 cm Abstrich der Cadrefelder ausgetragen. Damit war es eine Cadre 35/2 Weltmeisterschaft. Sieger wurde der Franzose Lucien Rérolle, der alle seine Matches gewann. Der viertplatzierte Raymond de Drée (wird in fast allen Publikationen „Comte de Drée“ genannt) war Gründungsmitglied und Präsident der FSFAB.

## Turniermodus
Von dem 21-köpfigen Teilnehmerfeld wurden durch Ausscheidungskämpfe, die wahrscheinlich getrennt von der WM ausgetragen wurden, sechs Teilnehmer für die Endrunde ausgespielt. Das ganze Turnier wurde im Round Robin System bis 400 Punkte gespielt.
1. MP = Matchpunkte
2. GD = Generaldurchschnitt
3. HS = Höchstserie

## Abschlusstabelle
Es waren nicht mehr alle Turnierdaten zu ermitteln.

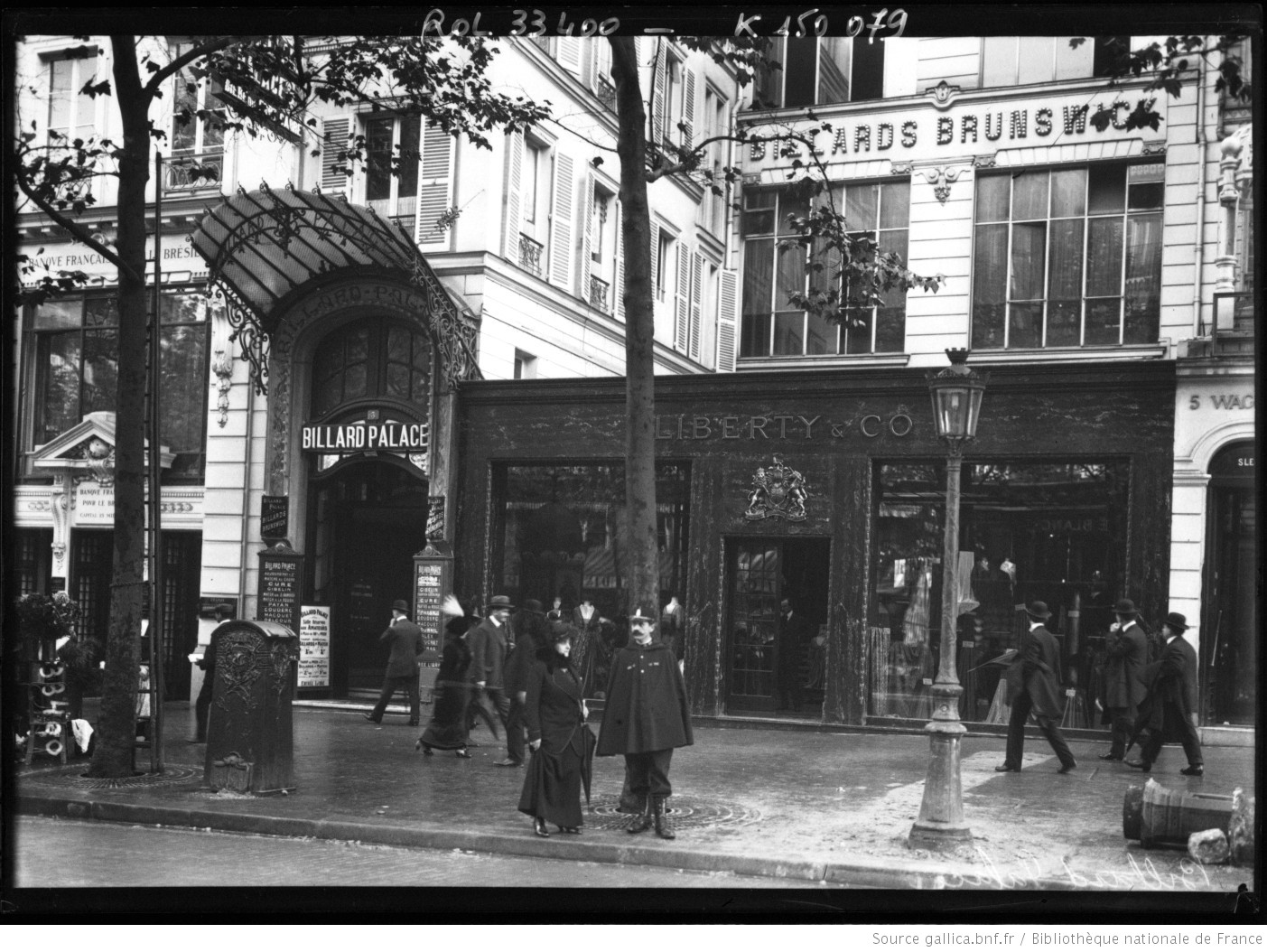
Cafè und Académie Billard-Palace (1913)

| MP    | Match Points (Sieger = 2; Unentschieden = 1; Verlierer = 0) |
| Pkte. | Erzielte Karambolagen                                       |
| Aufn. | Benötigte Versuche                                          |
| GD    | Generaldurchschnitt                                         |
| BED   | Bester Einzeldurchschnitt eines Spielers                    |
| HS    | Höchstserie                                                 |
|       | Bester GD des Turniers                                      |
|       | Bester ED des Turniers                                      |
|       | Beste HS des Turniers                                       |
|       | 1. Platz (Gold)                                             |
|       | 2. Platz (Silber)                                           |
|       | 3. Platz (Bronze)                                           |

| Platz | Name               | MP   | GD    | BED   | HS  |
| ----- | ------------------ | ---- | ----- | ----- | --- |
| 1     | Lucien Rérolle     | 10:0 | 15,03 | 20,00 | 111 |
| 2     | Charles Darantière | 8:2  | 9,16  | ?     | 89  |
| 3     | Henri Blanc        | 6:4  | 8,54  | ?     | 108 |
| 4     | Raymond de Drée    | 4:6  | 7,12  | ?     | 66  |
| 5     | Barthélémy Maure   | 2:8  | 6,75  | ?     | 74  |
| 6     | ? Cayla            | 0:10 | 6,27  | –     | 44  |